# Sandviol
Sandviol (Viola rupestris) är en art i familjen violväxter som förekommer från Europa till Kaukasus, samt till norra och centrala Asien. Arten odlas som trädgårdsväxt i Sverige.